# Jungla de Calais

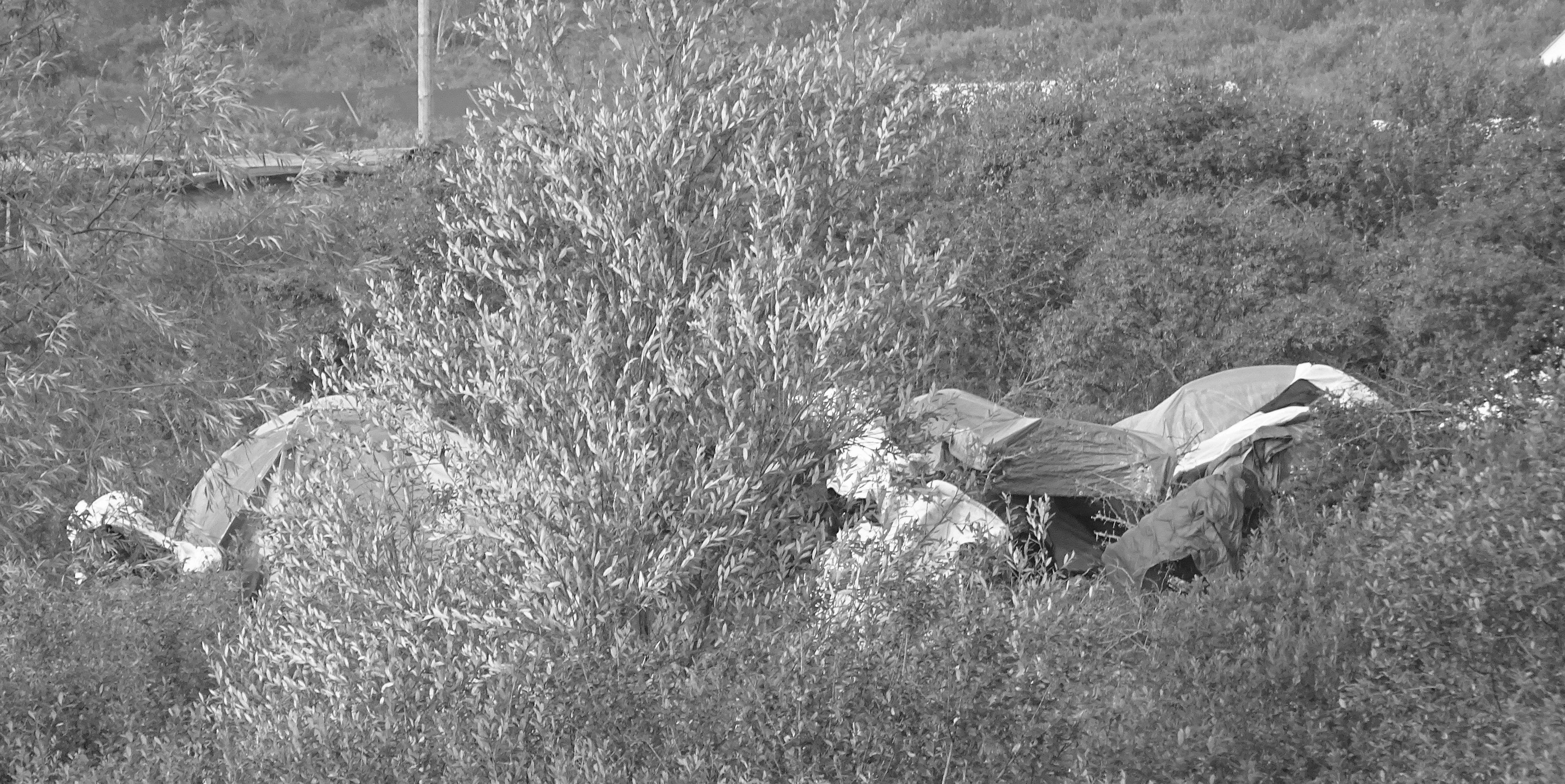
Tenda d'un dels campaments

La jungla de Calais és el sobrenom que reben la sèrie de campaments a la proximitat de Calais, Coquelles i Sangatte (França), on grups de migrants vivien a la dècada del 2010 mentre intentaven entrar al Regne Unit amagats en camions, transbordadors, cotxes, o trens que hi viatjaven des del Port de Calais o per l'Eurotúnel. Els migrants eren una mescla de refugiats, cercadors d'asil i persones de Darfur, Afganistan, Síria, l'Iraq, Eritrea i altres àrees en conflicte d'arreu del món. Majoritàriament homes, també hi havia algunes dones i nens. Inicialment hi hagué sobretot afgans, però a partir del 2014 hi hagué més migrants de la Banya d'Àfrica i Sudan. Majoritàriament buscaven entrar al mercat laboral britànic per treballar-hi, encara que fos il·legalment, tot i que hi hagué un nombre creixent de peticions d'asil. Les autoritats franceses desmantellen periòdicament els camps.